# Mai 2022
Mai 2022 est le cinquième mois de l'année 2022.

## Événements
- 2 mai : aux Philippines, un incendie détruit 80 maisons à Quezon City, tuant huit personnes, dont six enfants[1].
- 5 mai :
  - les inondations dans douze provinces d'Afghanistan détruisent 500 maisons, tuent 22 personnes et en blessent 40[2].
  - publication de Guerre, roman posthume de Louis-Ferdinand Céline.
  - élections législatives nord-irlandaises, le parti républicain irlandais Sinn Féin devrait remporter le plus de sièges à l'Assemblée d'Irlande du Nord avec 29 % des votes de première préférence, marquant la première fois qu'un parti unioniste ne remporte pas le plus de sièges depuis la création de l'Irlande du Nord en 1921[3].
- 6 mai : à Cuba, une explosion dans un hôtel de La Havane fait 43 morts[4].
- 9 mai : 
  - élection présidentielle, élections législatives et élections sénatoriales aux Philippines, Ferdinand Marcos Jr. est élu président.
  - le premier ministre du Sri Lanka Mahinda Rajapaksa démissionne à la suite de la plus grosse crise économique du pays depuis l'indépendance[5].
  - en Équateur, des violences dans une prison font au moins 43 morts dans un affrontement sanglant entre bandes rivales dans un établissement pénitentiaire de la province de Santo Domingo de los Tsáchilas, au nord du pays[6].
- 12 mai : 
  - la collaboration internationale de l'Event Horizon Telescope publie une image résolue du disque d'accrétion entourant Sagittarius A*, le trou noir supermassif au centre de la Voie lactée.
  - à Sokoto, au Nigeria, l'étudiante catholique Deborah Samuel Yakubu est lynchée à mort après avoir été accusée de « blasphème » vis-à-vis de Mahomet. S'ensuivent des manifestations s'en prenant aux commerces tenus par des chrétiens et aux églises, dont la cathédrale de la Sainte-Famille.
- 12 mai au 23 mai : Jeux d'Asie du Sud-Est de 2021.
- 14 mai :
  - Mohammed ben Zayed Al Nahyane est élu président des Émirats arabes unis au lendemain de la mort de son demi-frère, Khalifa ben Zayed.
  - finale du Concours Eurovision de la chanson 2022 à Turin (Italie), remportée par le groupe Kalush Orchestra d'Ukraine.
  - aux États-Unis, une fusillade perpétrée par un suprémaciste blanc fait dix morts dans un magasin de Buffalo, dans l'État de New York.
- 15 mai :
  - élections législatives au Liban.
  - au Vatican, Charles de Foucauld est canonisé par le pape François, avec neuf autres bienheureux.
  - la Finlande présente officiellement sa candidature à l’Organisation du traité de l'Atlantique nord (OTAN) ; puis la Suède demande à son tour à rejoindre l’OTAN[7].
  - Hassan Sheikh Mohamoud est élu président de la Somalie.
- 16 mai :
  - éclipse lunaire totale ;
  - en France, le gouvernement Jean Castex démissionne ; Élisabeth Borne est nommée Première ministre.
- 16 mai au 6 juin : élection présidentielle en Albanie.
- 17 et 18 mai : la bataille de Marioupol prend fin dans l'est de l'Ukraine, avec la reddition aux forces russes et séparatistes de derniers défenseurs locaux de l'usine Azovstal assiégée.
- 19 mai : attaque de Madjoari au Burkina Faso.
- 20 mai : au Royaume-Uni, le Cabinet Office annonce que huit villes britanniques deviendront des villes pour le jubilé de platine de la reine Elizabeth II. Les nouvelles villes sont Milton Keynes, Colchester et Doncaster en Angleterre, Dunfermline en Écosse, Wrexham au Pays de Galles, Bangor, comté de Down, en Irlande du Nord, ainsi que Stanley, îles Falkland, et Douglas, île de Man, qui deviennent les premières en les territoires britanniques d'outre-mer et les dépendances de la Couronne, respectivement, recevront le statut de ville[8].
- 21 mai :
  - le Parti travailliste d'Anthony Albanese sort vainqueur des élections législatives de 2022 en Australie, mettant fin à neuf années de gouvernement conservateur. Anthony Albanese devient Premier ministre le 23 mai[9].
  - attaque de Bourzanga au Burkina Faso.
- 22 mai :
  - l'Autriche confirme son premier cas de variole du singe[10].
  - 30 personnes sont tuées dans le nord-est du Nigeria dans une attaque menée par des djihadistes[11].
- Du 22 mai au 5 juin : 121e édition des Internationaux de France de tennis à Paris (Roland-Garros).
- 23 mai :
  - l'Écosse confirme son premier cas de variole du singe[12].
  - le Danemark confirme son premier cas de variole du singe[13].
- 24 mai : une fusillade à Uvalde, au Texas, provoque la mort de 21 personnes, dont 19 enfants[14].
- 25 mai : l'État islamique au Khorassan revendique une série d'attentats à Mazâr-e Charîf et dans une mosquée de Kaboul, en Afghanistan.
- 26 mai : en Ukraine, l'armée russe s'empare de Lyman au cours de la bataille du Donbass.
- 27 mai :
  - le Canada rapporte 10 nouveaux cas de variole du singe portant ainsi le nombre total de cas à 26 dans le pays[15].
  - la Finlande confirme son premier cas de premier cas de variole du singe[16].
  - l'Argentine confirme son premier cas de premier cas de variole du singe[17].
- 28 mai :
  - l'Irlande et Malte confirment leurs premiers cas de la variole du singe[18],[19].
  - l'Iran signale son premier cas suspect de la variole du singe[20].
  - Au Nigeria, une bousculade provoque la mort de 31 personnes.
- 29 mai :
  - élection présidentielle en Colombie (1er tour).
  - un avion Twin Otter assurant le vol 1199 de la compagnie Yeti Airlines s'écrase au Népal avec 22 personnes à bord.
- 30 mai : la Thaïlande signale son premier cas de la variole du singe[21].
- 31 mai : la Hongrie et la Norvège signalent leurs premiers cas de la variole du singe[22],[23].